# Przemysław van Ratibor
Przemysław van Ratibor (circa 1258/1268 - 17 mei 1306) was van 1281 tot 1306 hertog van Ratibor. Hij behoorde tot het huis Piasten.

## Levensloop
Przemysław was de vierde zoon van hertog Wladislaus I van Opole en Euphemia van Groot-Polen, dochter van hertog Wladislaus Odonic. Na de dood van zijn vader in 1281 werd het Hertogdom Opole onder diens vier zonen verdeeld. Omdat Przemysław echter nog minderjarig was, werd zijn oudste broer, hertog Mieszko I van Teschen, regent. Ze kregen aanvankelijk dan ook een gezamenlijk gebied: samengesteld uit het hertogdom Ratibor en de districten Teschen en Auschwitz. 
In 1290 werd Przemysław volwassen verklaard en moest hij de districten Teschen en Auschwitz afstaan aan zijn oudste broer, waarmee voor hem het hertogdom Teschen werd opgericht. Przemysław zelf bleef hertog van Ratibor. Zijn tweede oudste broer Casimir bestuurde dan weer het hertogdom Bytom en zijn derde oudste broer Bolko I het overgebleven hertogdom Opole. Als teken van hun samenhorigheid gebruikten alle broers weliswaar de titel hertog van Opole. Net als zijn drie broers wendde Przemysław zich op politiek vlak tot het koninkrijk Bohemen. Zo tekende hij al in 1292 een akkoord met koning Wenceslaus II van Bohemen, waarin hij Wenceslaus als zijn leenheer erkende.
Vanaf 1285 bood Przemysław in de burcht van Ratibor bescherming aan bisschop Thomas II van Breslau, die al jarenlang in conflict was met hertog Hendrik IV van Silezië. Als dank hiervoor stichtte Thomas II nabij de stad Ratibor een burchtkapel en een kapittelkerk. In 1288 trokken Przemysław en zijn broer Mieszko dan weer de privileges van het klooster Czarnowanz naar zich toe. Vermoedelijk was dit als voorbereiding op de stadsrechten die aan de stad Rybnik zouden geschonken worden.  Rond het jaar 1299 stichtte Przemysław ook een dominicanessenklooster in Ratibor, waarvan zijn dochter Euphemia de eerste abdis werd. 
In 1306 overleed hij, waarna hij in de Sint-Jacobskerk van Ratibor werd begraven. Hij werd opgevolgd door zijn enige zoon Leszek, met wiens dood in 1336 de Ratiborse tak van de Silezische Piasten uitstierf. Zijn zoon erfde echter niet het district Loslau, dat naar zijn weduwe Anna ging.

## Huwelijk en nakomelingen
Rond het jaar 1289 huwde hij met Anna van Mazovië (1270-1324), dochter van hertog Koenraad II van Mazovië. Ze kregen volgende kinderen:
- Leszek (1292-1336), hertog van Ratibor
- Anna (1292/1298 - 1340), huwde in 1318 met hertog Nicolaas II van Troppau
- Euphemia (1299/1301 - 1359), abdis in het dominicanessenklooster van Ratibor